# Pseudoleptochelia filum
Pseudoleptochelia filum är en kräftdjursart som först beskrevs av William Stimpson 1853.  Pseudoleptochelia filum ingår i släktet Pseudoleptochelia och familjen Leptocheliidae. Inga underarter finns listade i Catalogue of Life.